# Georg Hauer
Georg Hauer (1484–1536) (Georgii Hauerii) (* Tirschenreuth, 1484 † Ingolstadt, 23 de agosto de 1536) foi teólogo católico, gramático, latinista, jurista, reitor e Professor de Direito Canônico da Universidade de Ingolstadt

## Obras
- De partibvs orationis. Dictera ex Iacobi Wimphelingii theologi adolescentia translata
- Puerilia grammatices, 1515
- Ander zwue Predig vom Salve Regina, dem Evangelio und heyligen Schrifft gemeß, 1523